# David Howell (polityk)
David Arthur Russell Howell, baron Howell of Guildford (ur. 18 stycznia 1936 w Londynie) – brytyjski polityk i dziennikarz, członek Partii Konserwatywnej, minister w pierwszym rządzie Margaret Thatcher. Od 12 maja 2010 do 6 września 2012 był ministrem stanu (Minister of State for International Energy Policy) w pierwszym rządzie Davida Camerona.

## Życiorys
Wykształcenie odebrał w Eton College oraz w King’s College na Uniwersytecie Cambridge. Następnie pracował jako dziennikarz. W 1964 r. podjął nieudaną próbę dostania się do Izby Gmin z okręgu Dudley. Do parlamentu dostał się dwa lata później, wygrywając wybory w okręgu Guildford. W Izbie Gmin zasiadał do 1997 r., kiedy to zrezygnował z ubiegania się o reelekcję.
W latach 1972–1974 był ministrem stanu w ministerstwie ds. Irlandii Północnej. Po dojściu Partii Konserwatywnej do władzy w 1979 r. Howell został członkiem gabinetu jako minister energii. W 1981 r. został przeniesiony do ministerstwa transportu. Na tym stanowisku pozostał do wyborów 1983 r. W 1987 r. został przewodniczącym parlamentarnej komisji spraw zagranicznych. Po rezygnacji z zasiadania w Izbie Gmin został kreowany parem dożywotnim jako baron Howell of Guildford i zasiadł w Izbie Lordów.
W 2010 wrócił do rządu po 27 latach przerwy, aby objąć funkcję ministra stanu (wiceministra) w resorcie spraw zagranicznych. Odpowiadał tam za sprawy Wspólnoty Narodów, międzynarodową politykę energetyczną oraz reprezentowanie resortu w Izbie Lordów.
Jest żonaty z Daviną Wallace od 1967 r. Ma z nią syna i dwie córki. Jego córka, Frances, jest żoną kanclerza skarbu George’a Osborne’a. Jest autorem dwóch książek: Blind Victory (1986 r.) i The Edge of Now: New Questions for Democracy in the Network Age (2000 r.).